# Campionato del mondo di hockey su slittino 1996
Il 1º Campionato del mondo di hockey su slittino IPC si è svolto in Svezia a Nynäshamn, nel marzo del 1996.
Sono state sei le rappresentative nazionali iscritte:  Canada,  Estonia,  Giappone,  Norvegia,  Svezia e  Stati Uniti.

## Formula
Le sei squadre si sono incontrate in un torneo all'italiana di sola andata, con 2 punti per la vittoria ed 1 per il pareggio.
Al termine di questa prima fase, le prime quattro classificate si sono affrontate nelle semifinali (1° vs 4°, 2° vs 3°).

## Risultati prima fase
| Pos. | Squadra     | Svezia (bandiera) | Canada (bandiera) | Norvegia (bandiera) | Estonia (bandiera) | Stati Uniti (bandiera) | Giappone (bandiera) | PG | V | N | P | GF | GS | Pt. |
| ---- | ----------- | ----------------- | ----------------- | ------------------- | ------------------ | ---------------------- | ------------------- | -- | - | - | - | -- | -- | --- |
| 1    | Svezia      |                   | 1-1               | 4-1                 | 4-1                | 11-0                   | 21-0                | 5  | 4 | 1 | 0 | 41 | 3  | 9   |
| 2    | Canada      | 1-1               |                   | 1-1                 | 3-0                | 5-0                    | 10-0                | 5  | 3 | 2 | 0 | 20 | 2  | 8   |
| 3    | Norvegia    | 1-4               | 1-1               |                     | 4-1                | 2-0                    | 15-0                | 5  | 3 | 1 | 1 | 23 | 6  | 7   |
| 4    | Estonia     | 1-4               | 0-3               | 1-4                 |                    | 5-1                    | 8-1                 | 5  | 2 | 0 | 3 | 15 | 13 | 4   |
| 5    | Stati Uniti | 0-11              | 0-5               | 0-2                 | 1-5                |                        | 3-0                 | 5  | 1 | 0 | 4 | 4  | 23 | 2   |
| 6    | Giappone    | 0-21              | 0-10              | 0-15                | 1-8                | 0-3                    |                     | 5  | 0 | 0 | 5 | 1  | 57 | 0   |

Legenda:' Pos.=posizione; PG=Partite giocate; V=vittorie; N=pareggi; P=sconfitte; GF=gol fatti; GS=gol subiti; Pt.=punti

## Seconda fase

### Semifinali
```
 
Svezia
 7 - 1 
 
Estonia
 

Reti:

: 
Jens Kask
 3, 
Jan Edbom
 2, 
Bengt-Gösta Johansson
 1, 
Jock Larsson
 1 

: 
Viktor Karlenko
 1
```

```
 
Norvegia
 2 - 1 
 
Canada
 

Reti:

: 
Eskil Hagen
 2 

: 
Dean Mellway
 1
```

### Finale 3º posto
```
 
Canada
 3 - 1 
 
Estonia
 

Reti:

: 
Lou Mulvihill
 1, Dean Mellway 1, 
Pat Griffin
 1 

: Jüri Tammleht 1
```

### Finale
```
 
Svezia
 3 - 2 
 
Norvegia

Reti:

: Jan Edbom 2, 
Göran Karlsson
 1 

: 
Atle Haglund
 1, Eskil Hagen 1
```